# ベニー・カニンガム
ベニー・カニンガム（Bennie Cunningham 1954年12月23日- 2018年4月23日）は、サウスカロライナ州ローレンズ出身のアメリカンフットボール選手。ポジションはタイトエンド。
クレムゾン大学を卒業後、1976年のNFLドラフト1巡目28位でピッツバーグ・スティーラーズに指名されて入団した。1年目から先発出場を果たしたが、故障によりシーズン絶望となった。
彼は118試合に出場し、パスレシーブ202回で2,879ヤードを獲得、20タッチダウンをあげ、スティーラーズ一筋で現役を引退した。彼のベストシーズンは1981年で41回のキャッチで574ヤードを獲得し3タッチダウンをあげた。1979年のルール改正でパスオフェンスがより有効となったことも彼の成功に寄与した。
2007年にピッツバーグ・スティーラーズ75周年記念チームに選出された。
その後はサウスカロライナ州ウェストミンスターで暮らし地元高校のキャリアカウンセラーをしていた。
2018年4月23日にオハイオ州クリーブランドで癌のため死去。63歳没。